# Parole di luce
Parole di luce (titolo originale Words of radiance) è un romanzo dello scrittore statunitense Brandon Sanderson, appartenente al genere dell'epic fantasy, pubblicato negli Stati Uniti il 4 marzo 2014 dalla Tor Books ed edito in Italia da Fanucci a partire dal 30 ottobre 2014. Si tratta del secondo volume della saga delle "Cronache della Folgoluce" (The Stormlight Archive, nell'edizione originale),  ed è composto da un prologo, 89 capitoli, un epilogo e 14 interludi. E' preceduto da La via dei Re ed è seguito da Giuramento.

## Trama

### Prologo
Sei anni fa, durante la celebrazione per il trattato di pace tra Alethi e Parshendi, Jasnah Kholin incontra uno Spren misterioso che la aggredisce. Nel tentativo di salvarsi Jasnah compie il suo primo viaggio a Shadesmar. Dopo essersi svegliata, assiste all'assassinio di suo padre, Re Gavilar, da parte di Szeth. I Parshendi confessano di aver orchestrato l'assassinio, sostenendo che Gavilar stava per fare qualcosa di molto pericoloso. Questo spinge Jasnah a indagare sulla storia dei Parshendi e sull'Ultima Desolazione.

### Prima Parte
Dopo aver lasciato Kharbranth, Shallan e la sua mentore Jasnah si dirigono verso le Pianure Infrante per prevenire il ritorno dei Nichiliferi, convinte di trovare lì un modo per raggiungere la leggendaria città di Urithiru. Durante il viaggio, Jasnah discute con sua madre Navani sulla possibilità di nominare Shallan come fidanzata di Adolin, risolvendo allo stesso tempo il debito finanziario della famiglia Davar. Shallan successivamente incontra e fa amicizia con uno spren chiamato Schema mentre continua i suoi studi su Shadesmar. Sfortunatamente la loro nave viene attaccata dai Sanguespettri: Jasnah viene pugnalata al cuore e Shallan è costretta ad animutare la nave per fuggire. Ferita e naufragata, la ragazza viene salvata dal Santhid che aveva incontrato in precedenza. Avendo recuperato le ricerche di Jasnah, Shallan continua la sua missione e si incammina verso le Pianure.
Dopo aver salvato Dalinar dalla battaglia, Kaladin viene scelto come capo delle guardie del corpo reale per proteggere il Re e la sua famiglia dai pericoli e dalla minaccia dell'Assassino in bianco. Nonostante Kaladin consideri Dalinar una brava persona, la sua diffidenza per gli occhichiari gli impedisce di confidargli la sua natura di Vincolaflussi. Inoltre Moash, uno dei suoi alleati, ha un passato problematico con la famiglia reale. Kaladin cerca di conciliare il tutto e inizia il suo addestramento per padroneggiare i suoi nuovi poteri. La situazione peggiora quando vede Dalinar salutare in modo caloroso un luminobile appena giunto alle Pianure: Meridas Amaram.
Grazie alle sue visioni, Dalinar Kholin, arriva a comprendere che i Cavalieri Radiosi sono la soluzione per fermare le Desolazione, inoltre al risveglio da una visione trova uno strano glifo inciso nella sua stanza, si tratta di un conto alla rovescia all'arrivo della Vera Desolazione. Capendo che ormai il tempo stringe Dalinar decide di spostare l'attenzione degli altiprincipi dalla guerra ai Parshendi, la sua intenzione è quella di spingere i nobili a cooperare tra loro e avere una Alethkar più stabile e unita. Questa decisione tuttavia non viene presa bene dagli altiprincipi. Inoltre Dalinar confida alla sua famiglia che ha intenzione di ristabilire l'ordine dei Cavaliere Radiosi.
Nel frattempo, nel villaggio isolato di Narak, Eshonai (che si rivela essere il Parshendi stratoguerrierio che ha combattuto contro Dalinar nel primo libro) e sua sorella Venli scoprono un tempestaspren che permette ai Parshendi di evocare una tempesta simile alle Altempeste e quindi di cambiare le sorti della guerra. Alcuni Parshendi credono che usare questo nuovo potere evocherà i Nichiliferi e Eshonai vuole negoziare con Dalinar per porre fine alla guerra prima che venga utilizzato.